# Devil Facial Tumour Disease

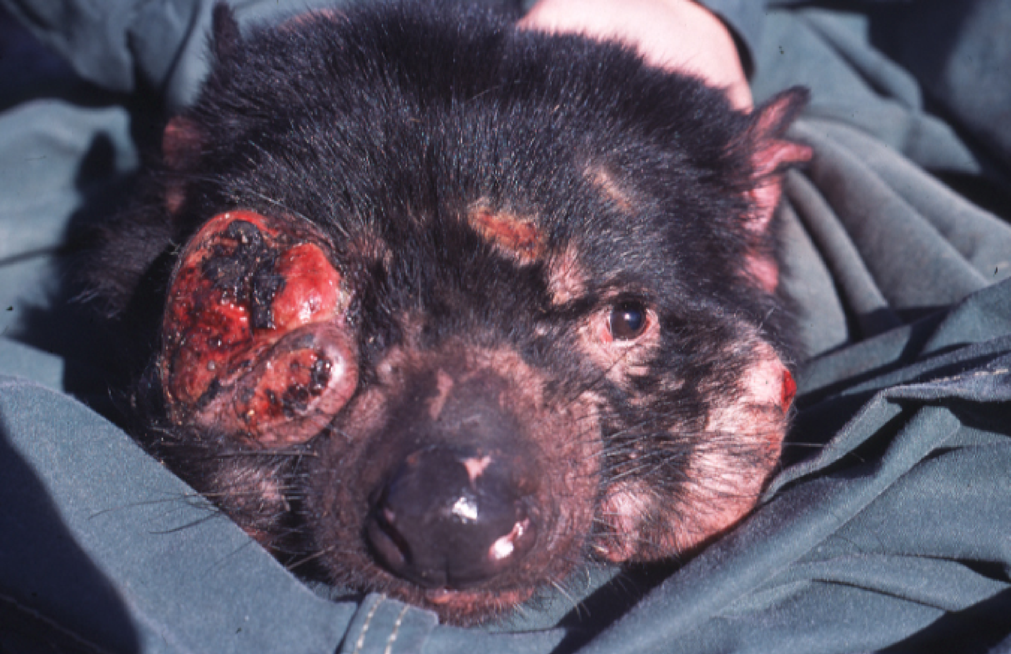
Tasmansk djävul med utvecklade tumörer.

Devil Facial Tumour Disease (DFTD) är en smittsam cancer hos tasmansk djävul.
Hos Tasmanska djävulen är DFTD malign och ger upphov till ansiktstumörer som snabbt växer till i storlek, och cancern leder till döden inom sex månader . Mer än 95 % av djävulspopulationen har försvunnit från den östra delen av Tasmanien under de senaste 15-20 åren på grund av DFTD . Den snabba spridningen och den höga dödligheten innebär att det vilda beståndet av Tasmanska djävlar beräknas vara utdött inom 20-30 år . En orsak till spridningen av cancern tros bero på att den Tasmanska djävulen har en begränsad genetisk diversitet till följd av tidigare variationer i populationsstorlek och inavel. Inte minst är diversiteten låg för immunförsvarsgener, exempelvis gener som kodar för Major Histocompatibility Complex (MHC), en viktig del av immunförsvaret som skiljer på egna och främmande celler .  

## Historia
DFTD upptäcktes så sent som 1996 i Mount William Nationalpark på den nordöstra delen av Tasmanien. Upptäckten gjordes av en fotograf som tog kort på en djävul med en ovanlig tumör i ansiktet. Tumörer hos pungdjur är vanligt förekommande i fångenskap och iakttagelsen väckte från början ingen större uppmärksamhet . Under de följande åren påträffades fler individer med liknande tumörer och cancern verkade spridas snabbt inom populationen . Först 2003 påbörjades kraftiga ansträngningar för att lokalisera ursprung och spridningsvägar genom olika genetiska analyser . Studier av arvsmassan hos cancerceller från många olika individer tyder på att cancern uppstod vid ett tillfälle hos en individ omkring 1990 och att all spridning härstammar från denna ursprungscancer. Evolutionärt har inte tumören stabiliserats utan mutationer med fyra olika huvudstammar av varierande svårighetsgrad av sjukdom har uppkommit hos andra smittande individer under spridningen över Tasmanien . 

## Kännetecken
En av orsakerna till den snabba spridningen av DFTD i populationen av djävlar tros vara en begränsad variation hos djurets genom, vilket visats i studier av mikrosatelliter, enbaspolymorfi (SNP) och MHC gener . Den låga genetiska diversiteten anses bero på att populationen har genom gått en så kallad ”flaskhalseffekt” där en stor mängd av populationen slagits ut och att stammen idag är baserad på en liten ursprungspopulation . Immungenerna MHC antas spela en särskild roll eftersom de har en nyckelfunktion i immunförsvarets respons mot infektioner, kontroll av immunförsvaret samt igenkänning av egna och främmande celler . Låg diversitet i MHC kan vara orsaken till att immunförsvaret inte aktiveras hos de smittade individerna.

## Patologi
Cancer definieras som en okontrollerad celldelning som leder till tumörer. DFTD sprids genom direkt överföring av levande cancerceller via bett . Cancercellerna förs över i bitsår orsakade av djävulens hörntänder som penetrerar den mjuka vävnaden hos det bitna djuret, om det angripande djurets tänder är stora nog att tränga in tillräckligt djupt för överföring . 
DFTD är ovanlig på så sätt att den sprids mellan individer. Det finns bara två kända cancersorter som är smittsamma hos däggdjur, DFTD och Canine Transmissible Venereal Tumor (CTVT).
Vid infektion ses de första symptomen av DTFD vanligtvis vid huvud och hals, i form av synliga tumörer. Tumörcellerna bildar stora knölar som under sjukdomsförloppet spricker upp och bildar variga sår. Som konsekvens av detta blir de infekterade cellerna mer rörliga och kan spridas i blod och lymfa. Denna förflyttning av cancerceller kan leda till metastaser i andra organ . Efter att de första symptomen visat sig beräknas individen vara död inom sex månader . Dödsorsaken kan bero på problem vid födosök och att äta, och sekundära infektioner och bildandet av metastaser  leder ofta till organsvikt . Metastaser hittas hos ungefär 65 % av de infekterade individerna .
DFTD sprids som en transplantation av cancerceller via bitskador . Studier av den genetiska sammansättningen av cancercellerna har visat att tumörerna är kloner, vilket betyder att tumörcellerna uppstod en gång och är till största del genetiskt identiska till ursprungscellen . Föregångs celler till cancercellerna uppstod mest troligt i anslutning till nervsystemet, med ursprung från en Schwanncell, vilket är en typ av gliacell .  
Fyra olika stammar av cancerceller har identifierats. Stam 1 och 2 är de minst komplexa och representerar tillsammans ursprunget till övriga cellinjer. Stam 3 är begränsad till en mindre del av Tasmanien, Forestier Peninsula. Stam 4 är den mest virulenta och är associerad med en mer aggressiv cancer. Stam 4 har en högre mutationshastighet än övriga stammar .

## Epidemiologi/Utbredning
DTFD sprids via bett. En ökad aggressivitet och ökad benägenhet att bitas uppkommer under Tasmanska djävulens parningsperiod samt vid konkurrens om föda. Spridningen sker i huvudsak vid dessa interaktioner . Från ursprunget på den nord-östra delen av ön  sker spridningen mot sydväst . Cancern är vanligast hos könsmogna individer över två år och den sprids med lika proportioner hos honor och hanar . 

## Åtgärder/bevarande
Idag förutspår forskarna tre olika framtidscenarier för DFTD hos djävlarna, baserade på de fyra olika stammarna av cancerceller. Första tänkbara scenariet är att cancern stabiliseras och blir mindre dödlig. Denna hypotes baseras på att stam 2 visar en ökad  utbredning, vilket skulle ge en lägre tillväxthastighet av cancerceller. Om detta sker så bör dödligheten för djävlarna att minska och beståndet skulle då kunna återhämta sig. Andra scenariet är att cancercellerna fortsätter att mutera och ge upphov till nya stammar, av vilka några kan bli mer virulenta vilket kan leda till att stammen av dessa celler dör ut tillsammans med de individer som är bärare. Detta skulle innebära att lokala bestånd av djävlar dör ut, men att spridningen av de mest aggressiva cellstammarna försvinner. Tredje scenariet är att cancercellerna selekteras för att helt kunna undvika immunförsvaret, och bli oberoende av hur sammansättningen av MHC är hos individerna. Utgången av detta skulle vara slutet för djävlarna. MHC har samma funktion hos andra däggdjursarter och utvecklar cancercellerna ett totalt undvikande av dessa skulle spridning också kunna ske hos andra arter . 
Att rädda den Tasmanska djävulen är av stort intresse på lokal nivå för bevarandet av en nationalsymbol men även på nationell  och internationell nivå i syfte att bevara biologisk mångfald . I framtiden finns behovet av att utveckla forskningen inom området dels för bevarande av arten samt för ökad kunskap om sjukdomen . 

Olika bevarandestrategier har föreslagits och några är under utveckling :
- Isolering av friska individer för ett senare återinföra en frisk stam
- Uppsökande av sjuka individer för avlivning och på så sätt utrota sjukdomen
- Försök till utveckling av ett vaccin
- Identifiera och selektera för resistenta individer för återinsläpp i det vilda